# Conjunto de edifícios domicianos no Fórum Romano
Um grupo de edifícios domicianos no Fórum Romano, situado ao sul do Templo de Castor e Pólux e da Fonte de Juturna, serve de ligação entre a praça do Fórum Romano e o complexo de palácios no monte Palatino.

## História
Um dos edifícios era grande sala, da qual apenas a planta sobreviveu e que por isso parece um pátio aberto, construída de tijolos, coberta por uma gigantesca abóbada de berço com 33 metros de diâmetro e precedida por pórtico na direção do Fórum. No Vico Toscano havia uma sequência de tabernas (espaços comerciais). Com base nas estampas dos tijolos, o edifício foi datado no final do reinado de Domiciano (r. 81-96) e as tavernas, no período de Adriano.
Para leste ficam outros edifícios menores: um ambiente quadrado descoberto (um átrio) separado por uma parede com três entradas de uma outra com outro átrio central e circundada por um quadripórtico. Ao fundo, três outras salas menores. Sob este átrio, restos mais antigos foram encontrados, da época de Calígula (r. 37-41), incluindo um tanque de água retangular (talvez um implúvio) e uma sala com uma abside abaixo da sala principal. A orientação destes edifícios mais antigos é diferente e parecida com a dos Hórreos de Agripa. Um terceiro ambiente é a escadaria coberta que leva ao Palatino.
A identificação destes edifícios é incerta. Atualmente, a interpretação como um templo de Augusto foi descartada e supõe-se que eram uma espécie de vestíbulo monumental dos palácios imperiais no Palatino; sabe-se, por exemplo, que Calígula alterou a entrada do Palácio Tiberiano para perto do Templo de Castor e Pólux. É provável que ali ficasse a Guarda Pretoriana que protegia o palácio.
A igreja de Santa Maria Antiqua, do século VI, e o Oratório dos Quarenta Mártires, que ocupa um edifício da época de Trajano, ficam no local.